# Mont Durand
Il Mont Durand (3.713 m s.l.m. - detto anche Arbenhorn) è una montagna delle Alpi del Weisshorn e del Cervino nelle Alpi Pennine.

## Caratteristiche
La montagna è collocata tra la valle di Zinal e quella di Zmutt e ad ovest del più alto Obergabelhorn dal quale è separato dall'Arbenjoch. Fa parte della cosiddetta corona imperiale, insieme di montagne che formano un ferro di cavallo: Les Diablons, il Bishorn (4.153 m), il Weisshorn (4.505 m), lo Schalihorn (3.974 m), lo Zinalrothorn (4.221 m), il Trifthorn (3.728 m), l'Obergabelhorn (4.062 m), il Mont Durand (3.712 m), la Pointe de Zinal (3.790 m), la Dent Blanche (4.356 m), il Grand Cornier (3.961 m), il Pigne de la Lé (3.396 m), la Garde de Bordon (3.310 m), ed al centro di questa gigantesca parabola il Monte Besso (3.667 m).

## Salita alla vetta
Si può salire sulla vetta partendo dalla Schönbielhütte (2.694 m).